# 헌터스타운 전투
헌터스타운 전투(Battle of Hunterstown)는 남북 전쟁 중 게티즈버그 전역 기간 중에 펜실베이니아주 아담스 카운티에서 1863년 7월 2일 벌어진 기병대 간의 소규모 접전이다.
7월 2일 새벽, 북군 포토맥군은 게티즈버그 주변에 낚시 바늘 모양으로 배치되어 있었다. 북군 6 군단 예하 부대들과 기병대는 우익 끝에 배치되어 남군, 특히 젭 스튜어트 기병대의 동태를 감시하고 있었다. 스튜어트가 로버트 리의 사령부에 도착한 것은 오후 12시에서 1시 사이였다. 약 1시간 후, 웨이드 햄프턴 3세의 소모된 여단도 도착했다. 스튜어트는 햄프턴에게 남군 전투지경선의 좌익을 담당하라는 지시를 내렸다. 햄프턴은 리의 전선 후방으로 우회할지도 모르는 북군을 막을 목적으로 게티스버그 북동쪽 헌터스타운 도로 4마일을 달려 방어 거점으로 이동했다.
저드슨 킬패트릭 사단에서 조지 암스트롱 커스터와 엘른 J. 파른스워스의 2개 기병여단이 남군 좌익의 끝을 정찰하고 있었다. 게티스버그와 헌터스타운 사이의 도로에서 커스터와 햄프턴이 충돌했다. 혼전 중에, 커스터는 상처 입은 말에서 떨어졌고, 남군 기병이 그에게 다가왔다. 커스터의 나팔수가 그 순간 그를 구했다. 햄프턴은 전투를 더 크게 벌이고 싶어했다. 햄프턴 여단은 커스터의 방어선으로 돌격할 준비를 갖추고 능선을 따라 포진했다. 그때, 엘른 파른스워스 여단이 도착하여 햄프턴을 공격하기 시작했다. 햄프턴은 파른스워스의 공격을 막지 못했고, 뒤이어 햄프턴이 게티스버그를 향해 철수할 때까지 포격전이 벌어졌다.
전투현장 동쪽은 최근 발전소 건설로 흔적이 사라졌으며, 발전소에 포함되지 않은 지역은 사유지에 속해 있다. 전투 현장 근처의 헌터스타운 마을에 설치된 작은 기념판이 이 전투를 기리고 있다.

## 참고 문헌
- Kross, Gary, The Cavalry at Gettysburg, speech on September 14, 1995.
- Rummel III, George, Cavalry of the Roads to Gettysburg: Kilpatrick at Hanover and Hunterstown, White Mane Publishing Company, 2000, ISBN 1-57249-174-4